# Wojciech Wiewiórowski

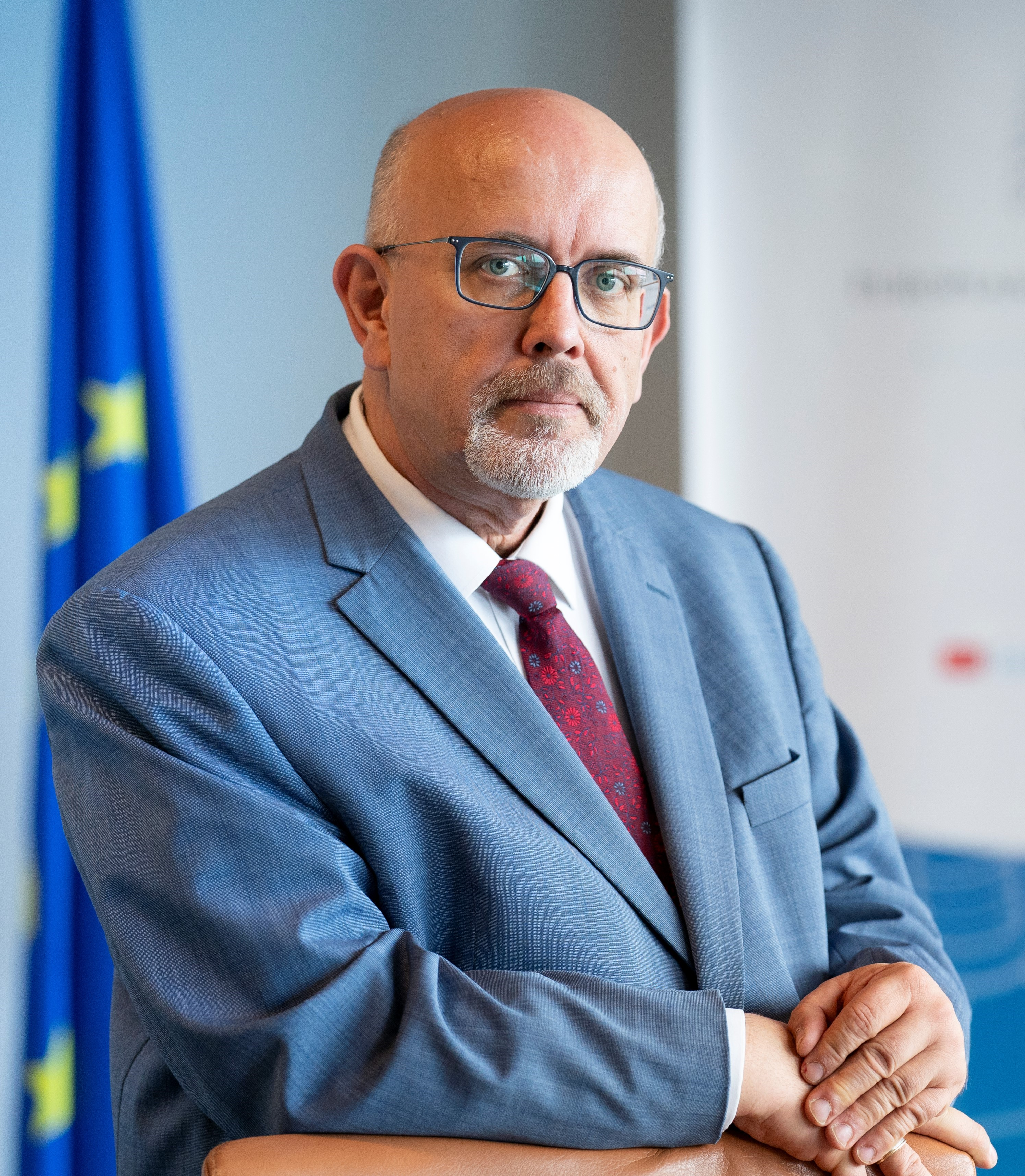
Offizielles Porträt von Wojciech Wiewiórowski, der Europäische Datenschutzbeauftragte

Wojciech Rafał Wiewiórowski (* 13. Juni 1971 in Łęczyca) ist ein polnischer Jurist und amtierender Europäischer Datenschutzbeauftragter.
Wojciech Wiewiórowski studierte Rechts- und Verwaltungswissenschaften an der Universität Danzig mit Abschluss 1995 und Promotion in Verfassungsrecht im Jahr 2000. Nach Verlagstätigkeiten war er ab 2002 Dozent an der Danziger Hochschule für Verwaltung. Er wurde 2003 Assistenzprofessor und IT-Leiter an der juristischen Fakultät der Universität Danzig. In die polnische Verwaltung wechselte er 2006 und war dort als Berater für E-Government und die Informationsgesellschaft tätig, dann ab 2008 als Direktor der Digitalisierungsabteilung im Innenministerium. In den Jahren 2010 und erneut 2014 wurde er zum polnischen Datenschutzbeauftragten gewählt.
Europäisches Parlament und Europäischer Rat wählten ihn 2014 zum stellvertretenden Datenschutzbeauftragten der Europäischen Union. Nach dem Tod des vorherigen Datenschutzbeauftragten Giovanni Buttarelli übernahm er als dessen Stellvertreter am 21. August 2019 dessen Funktion. Seit dem 6. Dezember 2019 ist er zum Europäischen Datenschutzbeauftragten ernannt.